# Norris-tó
A Norris-tó vízgyűjtő tó Tennessee államban, az Egyesült Államokban.

## Története
1936-ban a Tennessee Valley Authority nevű elektromos közüzemi vállalat megépítette a társaság első vízerőművét a Clinch folyón, amely létrehozta és felduzzasztotta a Norris-tavat. Az erőmű gátja 81 m magas és 570 m hosszú, az építkezés célja az elektromos áram termelése mellett az árvízvédelem és a vízellátás szabályozása volt. A gát mögötti mesterséges tó partján kisebb-nagyobb üdülőtelepek épültek.
Öt megye veszi körül a Norris-tavat, ezek: Anderson, Campbell, Claiborne, Grainger és Union megyék. Kedvelt kiránduló és üdülőhely, számos vízi sporttal kapcsolatos szórakozást nyújt a kikapcsolódni vágyóknak.

## Fordítás
Ez a szócikk részben vagy egészben  a   Norris Lake című angol Wikipédia-szócikk fordításán alapul.  Az eredeti cikk szerkesztőit annak laptörténete sorolja fel. Ez a jelzés csupán a megfogalmazás eredetét és a szerzői jogokat jelzi, nem szolgál a cikkben szereplő információk forrásmegjelöléseként.